# MYBBP1A
MYBBP1A‏ (MYB binding protein 1a) هوَ بروتين يُشَفر بواسطة جين MYBBP1A في الإنسان.